# Panchet
Panchet è una suddivisione dell'India, classificata come census town, di 8.353 abitanti, situata nel distretto di Dhanbad, nello stato federato del Jharkhand. In base al numero di abitanti la città rientra nella classe V (da 5.000 a 9.999 persone).

## Geografia fisica
La città è situata a 23° 41' 20 N e 86° 45' 25 E.

## Società

### Evoluzione demografica
Al censimento del 2001 la popolazione di Panchet assommava a 8.353 persone, delle quali 4.403 maschi e 3.950 femmine. I bambini di età inferiore o uguale ai sei anni assommavano a 989, dei quali 545 maschi e 444 femmine. Infine, coloro che erano in grado di saper almeno leggere e scrivere erano 5.589, dei quali 3.369 maschi e 2.220 femmine.